# Вест-Фаллоуфілд Тауншип (округ Честер, Пенсільванія)
Вест-Фаллоуфілд Тауншип (англ. West Fallowfield Township) — селище (англ. township) в США, в окрузі Честер штату Пенсільванія. Населення — 2459 осіб (2020).

## Демографія
Згідно з переписом 2010 року, у селищі мешкало 2566 осіб у 859 домогосподарствах у складі 690 родин. Було 899 помешкань
Расовий склад населення:
| - 93,0 % — білих - 1,5 % — чорних або афроамериканців - 0,9 % — азіатів - 2,9 % — осіб інших рас |

До двох чи більше рас належало 1,6 %. Частка іспаномовних становила 6,8 % від усіх жителів.
За віковим діапазоном населення розподілялося таким чином: 28,0 % — особи молодші 18 років, 59,7 % — особи у віці 18—64 років, 12,3 % — особи у віці 65 років та старші. Медіана віку мешканця становила 38,8 року. На 100 осіб жіночої статі у селищі припадало 102,8 чоловіків;  на 100 жінок у віці від 18 років та старших — 98,1 чоловіків також старших 18 років.
Середній дохід на одне домашнє господарство  становив 76 054 долари США (медіана — 65 688), а середній дохід на одну сім'ю — 85 276 доларів (медіана — 71 758). Медіана доходів становила 49 286 доларів для чоловіків та 37 813 долари для жінок. За межею бідності перебувало 4,4 % осіб, у тому числі 5,0 % дітей у віці до 18 років та 0,0 % осіб у віці 65 років та старших.
Цивільне працевлаштоване населення становило 1376 осіб. Основні галузі зайнятості: освіта, охорона здоров'я та соціальна допомога — 21,7 %, роздрібна торгівля — 14,5 %, мистецтво, розваги та відпочинок — 12,9 %, будівництво — 11,6 %.